# Barnabas Kosgei
Barnabas Kiplagat Kosgei (Uasin Gishu County, 20 augustus 1986) is een Keniaanse langeafstandsloper, die is gespecialiseerd in het veldlopen.
Hij is geen onbekende in Nederland. Zo won hij op 18 oktober 1998 de Trosloop met een tijd van 1:02.52.

## Persoonlijke records
| Onderdeel           | Prestatie | Datum            | Plaats   |
| ------------------- | --------- | ---------------- | -------- |
| 3000 m              | 7.53,27   | 30 juli 2003     | Tallinn  |
| 5000 m              | 13.22,85  | 2 juli 2004      | Rome     |
| 10.000 m            | 28.05,6   | 16 augustus 2005 | Nairobi  |
| 10 km               | 28.33     | 1 april 2007     | Brunssum |
| 15 km               | 43.19     | 5 april 2009     | Milaan   |
| halve marathon      | 1:01.25   | 5 april 2009     | Milaan   |
| 3000 m steeplechase | 8.31,97   | 24 juli 2003     | Karlstad |

## Palmares

### 10 km
- 2007:  Parelloop - 28.33

### halve marathon
- 2010: 15e City-Pier-City Loop - 1:02.55

### veldlopen
- 2003: 10e WK junioren - 23.45
- 2004: 4e WK junioren - 24.24
- 2005:  WK junioren - 24.00
- 2007: 34e WK - 38.34